# 이종성 (1692년)
이종성 (李宗城, 1692년 ∼ 1759년) 은 조선의 문신이다. 자는 자고(子固), 호는 오천(梧川), 본관은 경주이다. 시호는 효강(孝剛), 뒤에 문충(文忠)으로 개시(改諡)되었다. 1728년(영조 5) 이인좌의 난 진압 직후 분무원종공신 1등(奮武原從功臣一等)에 책록되었다.
소론의 지도자로, 노론 유척기 등과 손잡고 사도세자를 보호하려 하였다. 이항복의 5세손이며 좌의정 이태좌의 아들이다.

## 생애
숙종 때 사마시에 합격하였고 1727년 영조 때 문과에 급제하였으며 홍문관 정자가 되었다. 1729년 경상도 암행어사가 되어 백성들을 잘 보살폈다. 그 후 이조참의·광주부윤·좌부승지·대사성·병조참판·동지의금부사·도승지·경기도관찰사·이조참판·한성부좌윤·부제학·호조참판·평안도관찰사·이조판서·형조판서·예조판서·공조판서·예문관제학·대사헌·좌의정·영의정 등을 지냈다.
그는 성리학에도 밝았으며 글씨에도 뛰어났는데, 재직중 장헌세자를 한마음으로 잘 보살펴 그가 살아 있는 동안은 적당들이 간계를 부리지 못했다고 한다. 그는 유척기 등과 함께 장헌세자의 보호자의 한 사람이었다. 저서로 《오천집》이 있다.
후일 사도세자가 장조로 추존되면서, 종묘의 장조의 묘정에 배향되었다.

## 저작
- 《오천집》
- 《속오례의(續五禮儀)》 편찬에 참여하였다.

## 참고 자료
- 이 문서에는 다음커뮤니케이션(현 카카오)에서 GFDL 또는 CC-SA 라이선스로 배포한 글로벌 세계대백과사전의 내용을 기초로 작성된 글이 포함되어 있습니다.